# 湊城
湊城（みなとじょう）は、秋田県秋田市（出羽国秋田郡土崎湊）にあった日本の城（平城）。

## 概要
湊城の築城時期についての詳細は不明である。後代の書物になるが、明治期の『秋田沿革史体制』には、永享8年（1436年）に安倍康季が将軍野（土崎の東に広がる平原、現在は住宅地）の西北に築いたとある。元々は現在の寺内後城（秋田城の西方、旧雄物川に面した小高い丘）にあった（この場合は平山城）という説もあるが、少なくとも、慶長9年（1604年）に佐竹義宣によって破却されたときは現在の土崎神明社の地にあったことは間違いないとされる。
実際に2005年（平成17年）度から2008年（平成20年）度にかけてのJR土崎駅前道路整備に伴う発掘調査によって、織豊政権時代にできたと見られる城の遺構や同時期の遺物が検出され、2006年（平成18年）度の調査では堀が検出されている。
土崎湊の地は、1395年（応永2年）に十三湊の下国安藤氏の一族である安藤盛季の弟鹿季が、当時このあたりを支配していたとみられる上国安東氏にかわって入部し拠点としたとされるが、当時の居城は不明である。鹿季はこの後湊氏と称し、秋田城介を名乗った。また、以後湊安藤氏（この頃から安東氏とも）の累代が支配する一方で、下国安藤氏は盛季が南部氏に敗れて蝦夷地に逃れ、後に盛季の後継者政季が湊安東氏に招かれて檜山（秋田県能代市）に土着した（政季の子忠季以降は檜山安東氏と呼ばれる）。その後、湊安東氏は安東尭季が後継者を定めないまま亡くなり、宗家であり尭季の娘婿でもある檜山安東氏の当主愛季が、両家の統合を図るため弟の茂季を送り込んだ。しかし、それに反発した湊安東家配下の国人の一部が反乱を起こした。この反乱は愛季が鎮圧し、湊城に入ることによって両家を統合したが、このときはまだ安東氏の拠点は檜山城であった。愛季が亡くなり、子の実季が家督を継ぐと、茂季の子通季が反乱を起こしたが、実季はこれに勝利し、秋田郡の支配権を確固たるものにした。（一連の戦いの詳細は湊合戦を参照）
この後、実季は拠点を檜山城から湊城に移し、慶長4年（1599年）から湊城の大規模な改築を行った。この改築は、使用した材料や費用、日数等が書かれた詳細な記録が現存しており、新築に近いとする見解もある。江戸中期の資料には、湊城の跡地や門の位置について記載された記録があり、二重の水堀をめぐらした平城であったとされる。慶長6年（1601年）に完成したが、実季はその翌年慶長7年（1602年）に常陸宍戸に転封となり、かわりに秋田転封となった佐竹氏の佐竹義宣が入城した。しかし、安東氏の領地は5万石程度であったが佐竹氏はその約4倍、20万石の大名であったため、家臣団の屋敷なども構えるとなると湊城は狭く、また拡張の余地も少なかった。そこで、義宣は慶長9年（1604年）に久保田神明山の地に新たに久保田城を建設してそちらに移り、湊城は破却された。元和6年（1620年）には跡地に土崎神明社が建てられている。
湊城は平城であったため、取り壊し後の土地はその多くが町人の屋敷となり、江戸時代における土崎湊町の隆盛の基盤となった。

## アクセス
JR奥羽本線土崎駅より徒歩3分ほど。土崎神明社と隣接している土崎街区公園も跡地。